# Sørhjelmen
Der Sørhjelmen (norwegisch für Südhelm) ist ein 2030 m hoher Berg im ostantarktischen Königin-Maud-Land. Im Gebirge Sør Rondane ragt er am Kopfende des Hettebreen am südlichen Ende einer Gruppe von Berggipfeln auf, die sich unmittelbar östlich der Mündung des Byrdbreen befindet.
Norwegische Kartografen, die den Berg auch nach seiner geographischen Position benannten, kartierten ihn 1946 anhand von Luftaufnahmen der Lars-Christensen-Expedition 1936/37 sowie 1957 mittels ebensolcher der US-amerikanischen Operation Highjump (1946–1947).